# Théodore Leclercq
Pour les articles homonymes, voir Leclercq.
Michel Théodore Leclercq, né le 1er avril 1777 à Paris et mort le 15 février 1851 dans l'ancien 1er arrondissement de Paris, est un dramaturge français.

## Biographie
Il est le fils de Charles Théodore François Leclercq, marchand mercier papetier parisien, et de Marie Victoire Lattré. Il a deux sœurs qui épousent des notaires parisiens :  Marie Justine se marie avec Louis Denis Bocquet, Marie Suzanne Virginie convole avec Antoine Nicolas Ozanne.
Spécialiste du proverbe dramatique, Théodore Leclercq se fait une véritable réputation. Ses petites pièces sont destinées à des théâtres de société: au début de la Restauration, elles sont jouées dans le salon de François Roger.  Elles sont reconnues pour leur finesse dans l'analyse des mœurs. Elles paraissent sous le titre de Proverbes dramatiques de 1823 à 1826 et Nouveaux proverbes dramatiques en 1830.
Homosexuel, Leclercq vit avec Joseph Fiévée: il apparaît ici et là dans la correspondance de ce dernier avec François Louis Auguste Ferrier. Dans le Trésor de la langue française, au mot Ménage, on peut lire : « Cohabitation de deux personnes, de même sexe, de sexe différent ou de même famille. Faire ménage commun avec qqn ; tenir ménage avec qqn. Toute la société s'est mise à parler du ménage masculin de Fiévée et de Th. Leclercq. On a beaucoup jasé sur ce sujet (Delécluze, Journal, 1826, p. 343). »
Il est inhumé aux côtés de Joseph Fiévée au cimetière du Père-Lachaise (49e division).

## Œuvres
- Œuvres complètes (trois tomes) préfacées par Prosper Mérimée et Sainte-Beuve  lire en ligne sur Gallica
- Proverbes dramatiques (Madame Sorbet, Une révolution, Le Savetier et le Financier, Les Élections, Le Mariage manqué, Le Bal, La Scène double, Le Désœuvrement des comédiens)
- La Manie des proverbes  lire en ligne sur Gallica
- La Répétition d'un proverbe
- L'Humoriste  lire en ligne sur Gallica
- L'Esprit de désordre  lire en ligne sur Gallica
- Nouveaux proverbes dramatiques